# P/2018 A5 (PANSTARRS)
P/2018 A5 (PANSTARRS) — одна з комет сімейства Юпітера. Відкрита 13 січня 2018 року; була 21.4m на час відкриття.